# Station Jette
Station Jette is een spoorwegstation langs spoorlijn 50 (Brussel - Gent) en spoorlijn 60 (Jette - Dendermonde) in de Brusselse gemeente Jette (België). Het station werd geopend in 1858 en was van 1916 tot 1978 bekend onder de naam Sint-Pieters-Jette (Frans: Jette-Saint-Pierre).. Een steen in het monumentale stationsgebouw doet hier nog aan herinneren.
In 1995 werd het stationsgebouw beschermd als monument. In de loop van 2021 zijn de loketten er gesloten en is het station een stopplaats geworden; het stationsgebouw doet nu dienst als socio-culturele ruimte.
In 2015 werd het station volledig vernieuwd en integraal toegankelijk gemaakt. Tezelfdertijd werd ook het stationsplein aangepakt.
Op het Kardinaal Mercierplein voor het station stoppen de tramlijn 19 (Groot-Bijgaarden - De Wand (Laken)) en buslijnen 14 en 88 van de MIVB. Op wandelafstand zijn er eveneens de tramlijnen 51, 62 en 93 (halte Kerkhof van Jette) en de buslijnen 13 en 83 (halte Eugène Toussaint).

## Treindienst
| Serie | Treinsoort       | Route                                                                                                 | Bijzonderheden |
| ----- | ---------------- | --- | --- |
| IC 20 | Intercity (NMBS) | Gent-Sint-Pieters – Aalst – Brussel-Zuid – [ Hasselt – Tongeren ] / [ Jette – Dendermonde – Lokeren ] | Rijdt in het weekend Gent-Sint-Pieters - Lokeren. |
| IC 26 | Intercity (NMBS) | Kortrijk – Doornik – Brussel-Zuid – Jette – Sint-Niklaas                                              | Rijdt alleen op werkdagen, laatste rit stopt bijkomend in elk station tussen Jette en Dendermonde.                                                            |
| S 3   | GEN (NMBS)       | [ Denderleeuw – ] Geraardsbergen – Brussel-Zuid – [ Jette – Dendermonde ] / [ Schaarbeek ]            | Rijdt tijdens de spits vanaf/naar Denderleeuw. Tijdens de spits extra ritten Geraardsbergen-Schaarbeek. Rijdt tijdens het weekend Denderleeuw-Brusssel-Noord. |
| S 4   | GEN (NMBS)       | Aalst – Jette – Brussel-Schuman – Mechelen                                                            | Rijdt alleen op werkdagen. |
| S 10  | GEN (NMBS)       | Dendermonde – Jette – Brussel-West – Brussel-Zuid – Aalst                                             | Tijdens de spits extra ritten Aalst-Brussel-Zuid |

## Fotogalerij

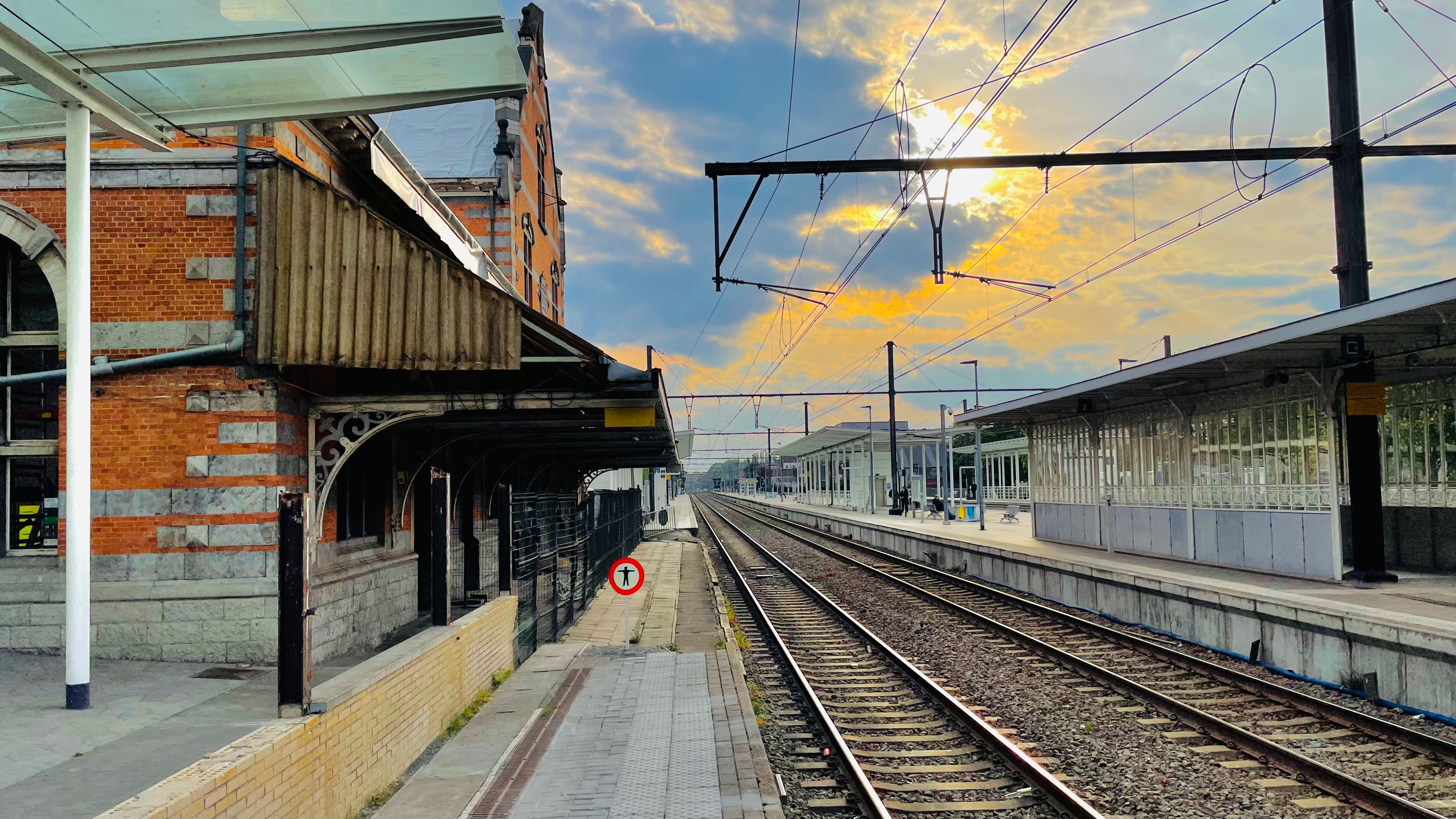
Zicht op de sporen
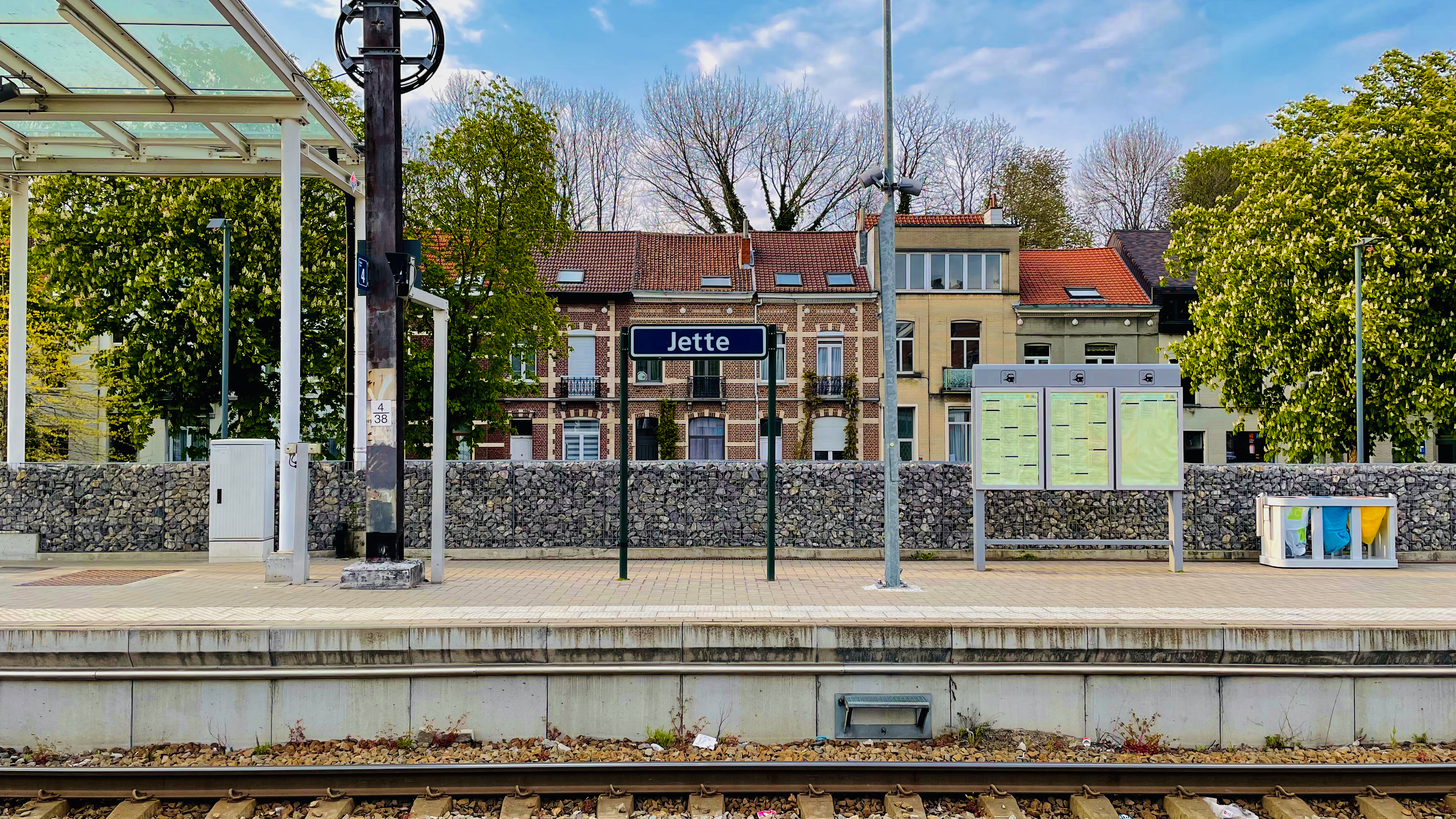
Een plaatsnaambord op de perrons

## Reizigerstellingen
De grafiek en tabel geven het gemiddeld aantal instappende reizigers weer op een week-, zater- en zondag.
| Tabel: aantal instappende reizigers station Jette | Tabel: aantal instappende reizigers station Jette | Tabel: aantal instappende reizigers station Jette | Tabel: aantal instappende reizigers station Jette |
|                                                   | Weekdag                                           | Zaterdag                                          | Zondag                                            |
| ------------------------------------------------- | ------------------------------------------------- | ------------------------------------------------- | ------------------------------------------------- |
| 1977                                              | 3 695                                             | 672                                               | 648                                               |
| 1978                                              | 4 078                                             | 565                                               | 587                                               |
| 1979                                              | 3 751                                             | 372                                               | 364                                               |
| 1980                                              | 3 255                                             | 384                                               | 322                                               |
| 1981                                              | 3 305                                             | 565                                               | 532                                               |
| 1982                                              | 3 400                                             | 581                                               | 356                                               |
| 1983                                              | 2 818                                             | 1 684                                             | 278                                               |
| 1984                                              | 2 546                                             | 308                                               | 241                                               |
| 1985                                              | 2 455                                             | 326                                               | 266                                               |
| 1986                                              | 2 209                                             | 359                                               | 242                                               |
| 1987                                              | 2 095                                             | 303                                               | 282                                               |
| 1988                                              | 2 083                                             | 369                                               | 269                                               |
| 1989                                              | 1 888                                             | 319                                               | 204                                               |
| 1990                                              | 2 024                                             | 338                                               | 290                                               |
| 1991                                              | 1 682                                             | 277                                               | 226                                               |
| 1992                                              | 1 791                                             | 310                                               | 299                                               |
| 1993                                              | 1 755                                             | 342                                               | 276                                               |
| 1994                                              | 1 760                                             | 292                                               | 263                                               |
| 1995                                              | 1 982                                             | 249                                               | 192                                               |
| 1996                                              | 1 909                                             | 266                                               | 181                                               |
| 1997                                              | 1 916                                             | 306                                               | 288                                               |
| 1998                                              | 2 174                                             | 242                                               | 240                                               |
| 1999                                              | 1 815                                             | 260                                               | 230                                               |
| 2000                                              | 2 108                                             | 2 118                                             | 1 342                                             |
| 2001                                              | 2 009                                             | 244                                               | 226                                               |
| 2002                                              | 1 992                                             | 274                                               | 216                                               |
| 2003                                              | 2 112                                             | 274                                               | 264                                               |
| 2004                                              | 2 140                                             | 296                                               | 236                                               |
| 2005                                              | 2 325                                             | 309                                               | 269                                               |
| 2006                                              | 2 325                                             | 332                                               | 252                                               |
| 2007                                              | 2 584                                             | 336                                               | 270                                               |
| 2008                                              | -                                                 | -                                                 | -                                                 |
| 2009                                              | 2 548                                             | 301                                               | 277                                               |
| 2010                                              | -                                                 | -                                                 | -                                                 |
| 2011                                              | -                                                 | -                                                 | -                                                 |
| 2012                                              | 2 319                                             | 334                                               | 363                                               |
| 2013                                              | 2 354                                             | 365                                               | 267                                               |
| 2014                                              | 2 635                                             | 316                                               | 303                                               |
| 2015                                              | 2 824                                             | 516                                               | 472                                               |
| 2016                                              | 2 903                                             | 550                                               | 482                                               |
| 2017                                              | 3 064                                             | 746                                               | 664                                               |
| 2018                                              | 3 442                                             | 673                                               | 645                                               |
| 2019                                              | 3 484                                             | 726                                               | 585                                               |
| 2020                                              | 2 116                                             | 641                                               | 526                                               |
| 2021                                              | -                                                 | -                                                 | -                                                 |
| 2022                                              | 3 081                                             | 957                                               | 836                                               |
| 2023                                              | 3 033                                             | 1 195                                             | 1 023                                             |
| 2024                                              | 3 773                                             | 1 033                                             | 798                                               |